# Station Chełm Wschodni
Station Chełm Wschodni is een spoorwegstation in de Poolse plaats Chełm.